# Kvarteret Trivia

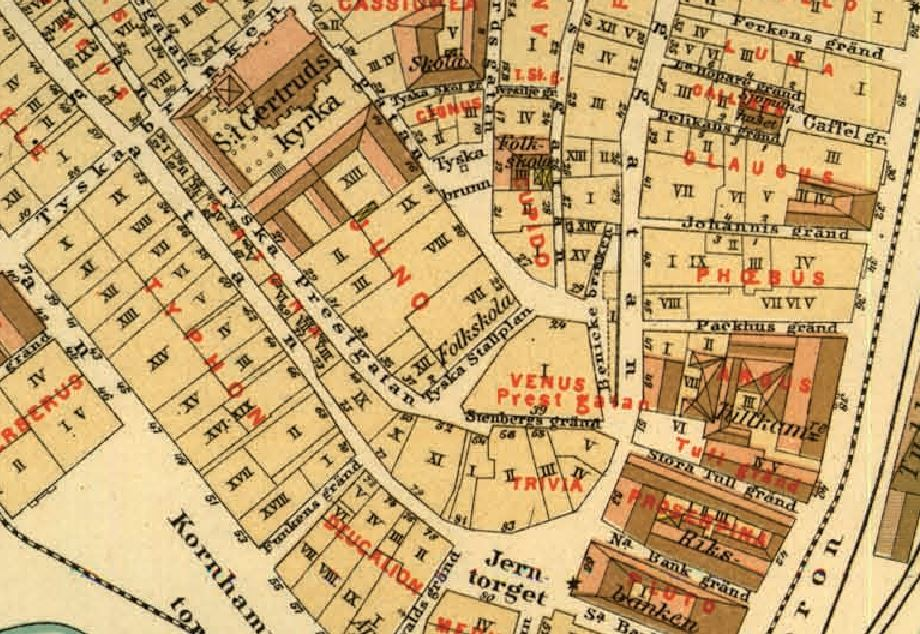
A.R. Lundgrens karta från 1885 med kvarteret Trivia.

Kvarteret Trivia är ett kvarter i Gamla stan i Stockholm. Kvarteret omges av Prästgatan i norr, Österlånggatan i öster, Mårten Trotzigs gränd i väster och Järntorget i söder.  Kvarteret består av fyra fastigheter: Trivia 1–3 och Trivia 6.

## Namnet

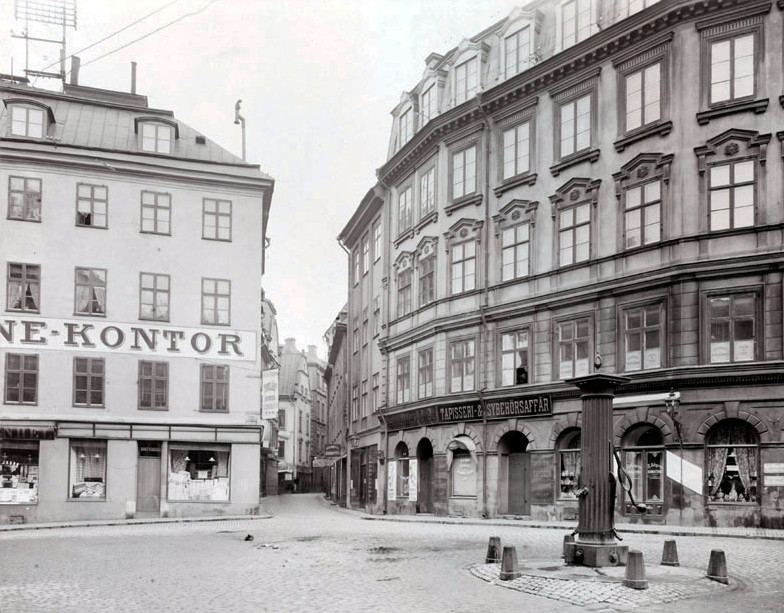
Järntorget sett mot Västerlånggatan, kvarteret Trivia till höger, 1903.

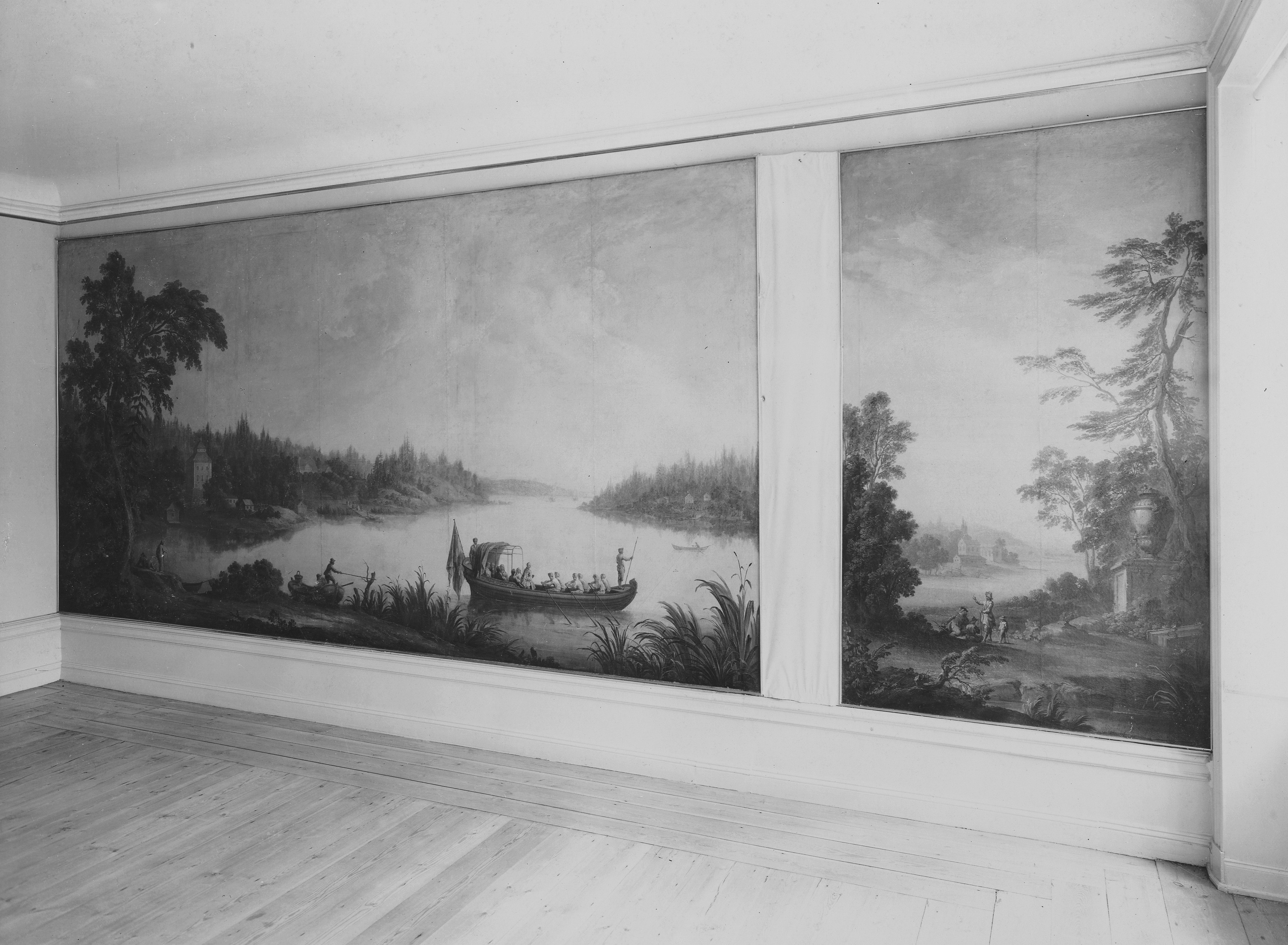
Interiör i Roland Schröders hus, 1908.

Nästan samtliga kvartersnamn i Gamla stan tillkom under 1600-talets senare del och är uppkallade efter begrepp (främst gudar) ur den grekiska och romerska mytologin. ”Trivia” är det latinska namnet för Hekate som i den grekiska mytologin var månskenets, trolldomens och spökenas gudinna med tre huvuden: ett hundhuvud, ett ormhuvud och ett hästhuvud.

## Kvarteret
I söder sträcker sig kvarteret i en böj från Västerlånggatan via Järntorget till Österlånggatan. På västra sidan ligger den bara 90 centimeter breda Mårten Trotzigs gränd, uppkallad efter köpmannen från Tyskland, Mårten Trotzig, som kring sekelskiftet 1600  ägde flera fastigheter i kvarteret Trivia.
Huset i fastigheten Trivia 2 (Järntorget 83) kallas Roland Schröders hus. Det byggdes 1752 på initiativ av köpmannen Roland Schröder (1713–1773) under ledning av arkitekten Jean Eric Rehn. Från denna tid finns vissa delar av den förnämliga rumsinredningen samt några väggmålningar bevarade. Andra delar togs ner och uppsattes i Nordiska museets högreståndsavdelning. Schröder sysslade med import av tobak, socker och tyger och blev en av Stockholms mera framgångsrika handelsmän. Han lät ungefär samtidigt uppföra sin malmgård som idag kallas Kristinebergs slott.
År 1865 utfördes en fullständig om- och påbyggnad av fastigheten. I husets bottenvåning ligger sedan 1793 Sundbergs konditori. Konditoriet grundades 1785 vid korsningen av Drottninggatan och Klarabergsgatan av konditorn och sockerbagaren Gustav-Adolf Sundberg. Verksamheten flyttades hit när Sundberg blev utnämnd till hovkonditor 1793 och räknas idag till Stockholms äldsta kvarvarande caféer.

### Värdshuset Gripen
I fastigheten Trivia 3 (Järntorget 83) låg värdshuset ”Gripen” som var en av stadens kända krogar. Gripen drevs en kort tid av Meinert Feltman som härstammade från Osnabrück. Gripen var ett av sex värdshus som enligt en förordning av Karl IX från 1605 skulle hänga ut skyltar med vissa symboler som igenkänningstecken och blev därmed ett av stadens sex officiella värdshus som fick ta hand om hovets utländska gäster och främmande sändebud. Feltman skulle enligt denna förordning hänga ut en skylt visande en grip. Han avled redan 1607 och det uppstod en tvist mellan änkan, Anna, och hans bror, Herman, om vem som skulle driva verksamheten vidare. Hur länge ”Gripen” existerade är okänt. Här ligger sedan 1793 Sundbergs konditori.

### Källaren Remmaren
Källaren Remmaren låg i fastigheten Trivia 5 (Österlånggatan 34). Denna vinkällare är omtalad sedan 1644, men låg då i kvarteret Cepheus. Från 1800-talets mitt återfanns Remmaren i kvarteret Trivia. Remmaren försvann 1895 när Österlånggatan breddades och hus nummer 34 revs och återuppfördes något långre in från gatulivet. Remmarens verksamhet fortsatte sedan i Den gyldene freden mittemot som då stod övergiven. Remmens ägare, Sofia Eklund, valde att behålla Fredens skylt och namn. Remmens skylt med vinlövskrans kring en remmare upphängd på en smideskonsol donerade hon istället till Nordiska museet.